# Stade Maurice Dufrasne
A Stade Maurice Dufrasne egy labdarúgó-stadion Liègeben, Belgiumban.
A stadion 1909-ben épült és még ugyanebben az évben megnyitották. Jelenleg a város legismertebb csapatának az Standard Liègenek az otthona. Nevét arról a Maurice Dufrasneról kapta, aki 1909-től 1931-ig volt a klub elnöke. A 2000-es labdarúgó-Európa-bajnokság egyik helyszíne volt. Maximális befogadóképessége 30 000 főre számára biztosított.

## 2000-es labdarúgó Európa-bajnokság
A 2000-es labdarúgó-Európa-bajnokság csoportmérkőzései közül három mérkőzés helyszínéül szolgált. 
| Dátum       | Időpont (CEST) | Pályaválasztó | Eredmény  | Vendég      | Forduló   | Nézők  |
| ----------- | -------------- | ------------- | --------- | ----------- | --------- | ------ |
| 2000.06.12. | 18.00          | Németország   | 1:1 (1:1) | Románia     | A csoport | 30 000 |
| 2000.06.18. | 20.45          | Norvégia      | 0:1 (0:1) | Jugoszlávia | C csoport | 24 000 |
| 2000.06.21. | 20.45          | Dánia         | 0:2 (0:0) | Csehország  | D csoport | 25 000 |

## Külső hivatkozások
- Információk a stadionok.hu honlapján Archiválva 2013. április 6-i dátummal a Wayback Machine-ben